# بلفية حرمونية
البلفية الحرمونية (باللاتينية: Bellevalia hermonis) نوع نباتي يتبع جنس البلفية من الفصيلة الهليونية.

## البيئة والانتشار
موطنها بلاد الشام.